# امل سایین
امل سایین (ترکی استانبولی: Emel Sayın؛ زاده ۲۰ نوامبر ۱۹۴۵، سیواس) تهیه‌کننده، بازیگر و خواننده مشهور تُرک است.

## زندگی

فریدون فرخزاد و امل سایین

امل سایین در سال ۱۹۴۵ در شهر سیواس به دنیا آمد. او دارای سه خواهر بنام‌های شنل، فاتوش و هولیا است که از خودش کوچکتر هستند .
امل سایین در سال ۱۹۹۸ از طرف دولت ترکیه جهت قدردانی و تشکر از چند دهه فعالیت فرهنگی و هنری اش، عنوان Devlet Sanatçısı (هنرمند ملی) دریافت نمود.
امل سایین سه بار ازدواج کرد، نخستین ازدواج او بین سال‌های ۱۹۶۶ تا ۱۹۷۹ بود این ازدواج سیزده سال عمر داشت، دومین ازدواج وی از همان سال تا سال ۱۹۸۱ تنها دو سال به طول انجامید. سومین ازدواج او پس از ۵ سال تنهایی از ۱۹۸۶ تا ۱۹۹۹ مجدداً سیزده سال دوام داشت. پس از آن وی ازدواج دیگری نکرده‌است.

## حرفه موسیقی
وی تا سن ۱۳ سالگی تحت آموزش استاد عارف سامی توکر و سه سال نیز نزد استاد منیر نورالدین سلجوق به فراگیری موسیقی پرداخت.
او برای اولین در سن ۱۷ سالگی در کلوب جوانان آنکارا به عنوان خواننده ظاهر شد. در سال ۱۹۶۳ به عنوان تکنواز به رادیو آنکارا دعوت و به مدت ۷ سال به همکاری با رادیو همکاری کرد. پس از کسب تجربه و اجرا در رادیو به استانبول که مرکز موسیقی ترکیه محسوب می‌شود مهاجرت نمود؛ و در اولین اجرایش در کازینو لاله زار، تیتر اول روزنامه‌های ترکیه گردید و پس از ورود به رادیو استانبول در طی دوره‌ای فشرده به عرضه آلبوم و بازیگری در سینما پرداخت.

### آلبوم‌ها
- 1971: Sus Sus Sus
- 1971: Gel Gel Gel
- 1971: Doyamadım Sana
- 1972: Son On Yılın En Sevilen On Şarkısı
- 1975: Emel Sayın 73
- 1975: Emel Sayın 74
- 1975: Emel Sayın 75
- 1975: Emel'in Dünyası
- 1976: Emel Sayın 76
- 1977: Emel Sayın (İran)
- 1978: Sensiz Olmuyor
- 1979: Rüzgar
- 1980: Emel'in Seçtikleri
- 1982: Bir Şarkıdır Yalnızlığım
- 1985: Sevgiler Yağsın/ Emel Sayın '85
- 1986: Sevgisiz Yaşayamam/ Emel Sayın Sizlerle
- 1988: Sevdalılar
- 1989: Kanımda Kıvılcım
- ۱۹۹۰: Üzüldüğün Şeye Bak
- ۱۹۹۱: İstanbul Şarkıları
- ۱۹۹۲: Gücendim Sana
- ۱۹۹۳: El Bebek Gül Bebek[2]
- ۱۹۹۷: Başroldeyim
- ۲۰۰۰: Ah Bu Şarkılar
- ۲۰۰۰: Dinle ۲۰۰۱
- ۲۰۰۶: Emel Sayın Münir Nurettin Söylüyor

### تک آهنگ‌ها
- ۲۰۰۹: Haylazım
- ۲۰۱۱: Mavi Boncuk

## سینما
امل سایین در بسیاری از فیلم‌های دهه ۷۰ نقش آفرینی کرده‌است که اکثراً پروژه‌های موفقی بودند.
از جمله فیلم‌های سینمایی که در آن‌ها حضور داشته می‌توان به فیلم سرسپرده اشاره کرد که با ایرج قادری همبازی بوده و این فیلم در سال‌های ۱۳۵۶ در استانبول، تهران و اصفهان فیلم‌برداری شده و به دو زبان ترکی استانبولی و فارسی در ترکیه و ایران اکران شده‌است.

### فیلم‌شناسی
| سال تولید | نام فیلم                         | نقش         | توضیحات                                                       |
| --------- | -------------------------------- | ----------- | ------------------------------------------------------------- |
| ۱۹۷۰      | قهرمان                           | امل سایین   |                                                               |
| ۱۹۷۰      | اوه                              | فاطما ارتاچ |                                                               |
| ۱۹۷۱      | مکبر                             | لیلا        |                                                               |
| ۱۹۷۱      | هیکران                           | هیکران آرین |                                                               |
| ۱۹۷۱      | فریده                            | فریده       |                                                               |
| ۱۹۷۱      | جهان پایین شیشه (به عنوان مهمان) |             |                                                               |
| ۱۹۷۲      | ثریا                             | ثریا        |                                                               |
| ۱۹۷۲      | گلزار                            | پروین       |                                                               |
| ۱۹۷۲      | فریاد                            | فریده       |                                                               |
| ۱۹۷۳      | یار دروغین                       | شعله        |                                                               |
| ۱۹۷۳      | دشمن                             | هلگا        |                                                               |
| ۱۹۷۴      | حسرت                             | الو سایین   |                                                               |
| ۱۹۷۵      | مهره آبی                         | امل سایین   |                                                               |
| ۱۹۷۶      | کاج ساکیزی                       | مهربان      |                                                               |
| ۱۹۷۷      | سرسپرده / خاطره‌های تلخ           | امل         |                                                               |
| ۱۹۸۰      | روزگار                           | امل         |                                                               |
| ۲۰۰۱      | عشقم عشقم                        | زمرد        | این سریال تلویزیونی در سال ۲۰۰۱ تولید و در سال نو ۲۰۰۸ پخش شد |
| ۲۰۰۶      | لانه مورچه                       | ملک         |                                                               |
| ۲۰۰۷      | فرشته سپید                       | امل         | فیلم سینمایی                                                  |
| ۲۰۰۸      | عشقم عشقم                        | زمرد        |                                                               |
| ۲۰۰۹      | سمت اروپایی                      |             | سریال تلویزیونی                                               |
| ۲۰۱۲      | منطقه بهشت                       | امل         |                                                               |
| ۲۰۱۳      | انجمن عروسی                      | امل         | سریال تلویزیونی                                               |